# Wings (canción de Jonas Brothers)
«Wings» es una canción del grupo estadounidense Jonas Brothers. Fue lanzada a través de Republic Records como el sencillo principal de su próximo sexto álbum de estudio, The Album, el 24 de febrero de 2023. Los tres miembros del grupo, Nick, Joe y Kevin Jonas, escribieron la canción con el productor Jon Bellion .

## Antecedentes
El 27 de enero de 2023, los Jonas Brothers fueron entrevistados por Variety, en donde revelaron algunos títulos de canciones de The Album, siendo "Wings" una de ellas. Dos días después, Joe Jonas compartió un fragmento de la canción mientras estaba en compañía de sus hermanos Nick y Kevin, anunciando que el grupo había recibido la mezcla final de la misma. Después de obtener una vista previa de varios fragmentos de la canción, anunciaron su fecha de lanzamiento y compartieron su portada el 9 de febrero de 2023.

## Créditos y personal
- Nick Jonas - voz, composición
- Joe Jonas - voz, composición
- Kevin Jonas - composición, guitarra
- Jon Bellion - producción, composición

## Charts
| Chart (2023)                                        | Peak position |
| --------------------------------------------------- | ------------- |
| Nueva Zelanda (RMNZ)                                | 21            |
| Reino Unido (UK Download Chart)                     | 89            |
| Reino Unido UK Singles Sales (OCC)                  | 91            |
| Estados Unidos Hot Trending Songs Chart (Billboard) | 5             |